# Hjorth Hill
Hjorth Hill är en kulle i Antarktis. Den ligger i Östantarktis. Nya Zeeland gör anspråk på området. Toppen på Hjorth Hill är 883 meter över havet, eller 454 meter över den omgivande terrängen. Bredden vid basen är 2,5 km.
Terrängen runt Hjorth Hill är huvudsakligen kuperad, men åt sydost är den platt. Havet är nära Hjorth Hill åt sydost. Trakten är obefolkad. Det finns inga samhällen i närheten. 